# Bachelor of Laws
Il Bachelor of Laws (in latino, Legum Baccalaureus; LL.B. o BL) è una laurea in giurisprudenza proveniente dall'Inghilterra, offerta in Giappone e nelle giurisdizioni più comuni, eccetto negli Stati Uniti e in Canada. La laurea è ciò che consente a qualcuno di diventare un avvocato. Storicamente, è stata utilizzata per questo scopo negli Stati Uniti, ma è stata eliminata a metà degli anni '60 a favore dello Juris Doctor e il Canada ne ha seguito l'esempio.